# Cataclysme dissimulata
Cataclysme dissimulata är en fjärilsart som beskrevs av Otto Staudinger 1901. Cataclysme dissimulata ingår i släktet Cataclysme och familjen mätare. Inga underarter finns listade i Catalogue of Life.